# Georges Aubert (peintre)
Pour les articles homonymes, voir Georges Aubert et Aubert.
Georges Aubert (La Chaux-de-Fonds, 30 avril 1886 - Genève, 6 février 1961) est un peintre et sculpteur suisse.

## Biographie
Georges Aubert fait un apprentissage de graveur à La Chaux-de-Fonds de 1899 à 1903, puis suit l'enseignement de Charles L'Eplattenier dès 1905. Il poursuit ses études à l'École des beaux-arts de Genève et dans une école spécialisée en gravure sur bois à Brienz. Il termine sa formation par l'École des arts industriels de Paris. Après avoir voyagé, il fonde avec Le Corbusier les « Ateliers d'Art réunis » en 1909 ; il participe au décor du pavillon Hirsch de l'Observatoire cantonal de Neuchâtel. En 1912, il assiste son ancien professeur Charles L'Eplattenier lors des cours de dessin, modelage et sculpture de la Nouvelle Section de l'Ecole d'art de La Chaux-de-Fonds. Puis c'est à Lausanne qu'il crée une école d'art (l'atelier-école Aubert) avec les architectes Le Corbusier, Henri-Robert von der Mühll, Jacques Berger et Alberto Sartoris. Ses œuvres sont conservées dans différents musées suisses.

## Œuvres
Georges Aubert poursuit une activité artistique en parallèle de son activité d'enseignement. Après ses années d'études où il participe aux réflexions autour du style sapin développé par son maître Charles L'Eplattenier, il se consacre à la sculpture. Dès les années 1920, il se consacre à la peinture et adhère aux principes de la peinture puriste.

### Style sapin
Pendant ses études et son enseignement à l'École d'art de La Chaux-de-Fonds, Georges Aubert a réalisé des pièces de mobilier de style sapin. Il existe une sellette, réalisée en 1906 et conservée au Musée des beaux-arts de La Chaux-de-Fonds. Cette sellette est très stylisée, voire géométrique. Il existe également des photographies d'un ensemble avec deux chaises et une table, ainsi qu'un petit canapé.Georges Peillex, dans le livre qu'il lui consacre, écrit qu'il a réalisé le plafond de la chapelle de Cernier-Fontainemelon, aujourd'hui disparu,. 

### Sculpture
C'est par la sculpture que Georges Aubert se fait véritablement connaître. Il dispose d'une bonne réputation et reçoit des commandes privées, notamment pour des bustes. Il réalise également des reliefs, comme celui pour la porte du pavillon de la Fédération des architectes suisses lors de l'Exposition nationale à Berne, en 1914,. Il utilise le bois, le bronze et le marbre. Seules des sculptures en bronze, en plâtre et en bois sont conservées au Musée des Beaux-Arts de La Chaux-de-Fonds.

### Peinture
À partir des années 1920, Georges Aubert se concentre sur la peinture, en parallèle de son activité d'enseignement. Au contraire de son œuvre sculpté, principalement figuratif, il se tourne vers l'abstraction en suivant les préceptes du purisme développé par Amédée Ozenfant et Le Corbusier. Jusque dans les années 1930, il passe beaucoup de temps dans le chantier naval d'Ouchy, où il s'inspire des formes des coques de bateaux. Dès les années 1940, il est régulièrement exposé en Suisse romande.